# The Yes Men
The Yes Men è un film documentario del 2003 diretto da Dan Ollman, Sarah Price e Chris Smith, presentato al Toronto International Film Festival. Il film ha vinto il Premio del pubblico all'International Documentary Film Festival Amsterdam.

## Seguiti
A The Yes Men sono seguiti nel 2009 The Yes Men Fix the World e nel 2014 The Yes Men Are Revolting.

## Riconoscimenti
- 2004 - International Documentary Film Festival Amsterdam
  - Premio del pubblico